# Bloomfield, Novi Meksiko
Bloomfield  (navajo: Naabiʼání) je gradić u okrugu San Juanu u američkoj saveznoj državi Novom Meksiku. Prema popisu 2010. u Bloomfieldu je živjelo 8.112 stanovnika. Dio je metropolitanskog statističkog područja Farmingtona.
Nalazi se na Stazi predaka, jednoj od označenih slikovitih sporednih cesta u Novom Meksiku.

## Znamenitosti
Pueblo i muzej Salmonske ruševine nalaze se zapadno od grada duž ceste br. 64. Ruševine su ostatak anasazijskog sela iz 12. stoljeća. Ruševine i seosko imanje Georgea Salmona otvorni su za javnost.
Ostale obližnje zanimljivosti su Astečke ruševine, nacionalni spomenik oko 15 milja prema sjeveru kod grada Azteca i nacionalni povijesni park chacoanske kulture je 50 milja prema jugu.
Travnja 2007. Bloomfield je privukao pozornost i neslogu u javnosti kad je gradsko vijeće jednoglasno izglasovalo podići u gradskoj vijećnici kameni spomenik Desetorima Božjim zapovijedima. Kolovoza 2014. saveznic je sudac naložio da se mora ukloniti spomenik.

## Vanjske poveznice
- Službena stranica
- Trgovinska komora